# Perla pallida
Perla pallida är en bäcksländeart som beskrevs av Guérin-Méneville 1838. Perla pallida ingår i släktet Perla och familjen jättebäcksländor. Inga underarter finns listade i Catalogue of Life.